# 693 (tal)
693 är det naturliga heltal som följer 692 och följs av 694.

## Matematiska egenskaper
- 693 är ett udda tal.
- 693 är ett sammansatt tal.
- 693 är ett defekt tal.
- 693 är ett lyckotal.
- 693 är ett Ikosihenagontal.

## Inom vetenskapen
- 693 Zerbinetta, en asteroid.